# Geotrygon linearis
Geotrygon linearis é uma espécie de ave da família Columbidae.
Pode ser encontrada nos seguintes países: Colômbia, Trinidad e Tobago e Venezuela.
Os seus habitats naturais são: florestas subtropicais ou tropicais húmidas de baixa altitude e regiões subtropicais ou tropicais húmidas de alta altitude.